# 贾贾普尔
贾贾普尔（Jajapur），是印度奥里萨邦Jajapur县的一个城镇。总人口32209（2001年）。

## 人口
该地2001年总人口32209人，其中男性16655人，女性15554人；0—6岁人口3590人，其中男1878人，女1712人；识字率74.61%，其中男性为80.19%，女性为68.63%。